# Comando de Fuerzas Especiales de Uganda
El Comando de Fuerzas Especiales de Uganda (en inglés: Ugandan Special Forces Command) (USFC) es una unidad de fuerzas especiales de la Fuerzas Armadas de Uganda, encargada de las operaciones aéreas, las operaciones especiales, la guerra mecanizada, el reconocimiento especial, la contrainsurgencia, la infiltración detrás de las líneas enemigas, y otras formas especializadas de guerra asimétrica. El cuartel general principal del comando está en Entebbe, en el distrito de Wakiso. El comando de las fuerzas especiales cuenta con varias unidades estacionadas en distintos lugares, incluso sirviendo junto a las unidades regulares de las fuerzas armadas ugandesas en lugares como Sudán del Sur, República Democrática del Congo y Somalia.

## Historia
Desde la independencia de Uganda en 1962, hasta 1986, el Ejército de Uganda ha experimentado diversas transformaciones que incluyeron la existencia de diferentes unidades de fuerzas especiales, a menudo de naturaleza paramilitar y establecidas por razones políticas. El actual comando de fuerzas especiales tiene sus raíces históricas en la unidad del alto mando del Ejército de la Resistencia Nacional, establecido en mayo de 1981 en Kyererezi, en el actual distrito de Nakaseke, durante la Guerra civil de Uganda (1980-1986).
La unidad inicialmente estaba encargada de proteger al presidente y al jefe del alto mando y de llevar a cabo misiones especializadas. La unidad estaba dirigida por el comandante Robert Kabura, cuando esta tenía el tamaño de un pelotón de infantería, tras su mandato, el teniente coronel Akanga Byaruhanga asumió el mando de la unidad.
Después de que la guerra civil ugandesa terminó en 1986, la unidad se transformó en la unidad de protección presidencial, contando con aproximadamente 400 soldados. La unidad luego se expandió y se convirtió en una brigada de combate, cuyas responsabilidades son proteger al Presidente de Uganda y defender el orden constitucional.
En febrero de 2015, el General de división David Muhoozi, el comandante de las Fuerzas terrestres ugandesas, expresó su interés en reforzar el comando de las fuerzas especiales. El 16 de mayo de 2016, Muhoozi Kainerugaba fue ascendido al rango de general de división, esta decisión fue tomada en conjunción con la expansión de las fuerzas especiales ugandesas, como una rama de servicio autónoma dentro de las fuerzas armadas ugandesas. La iniciativa de expansión implicó aumentar el número de tropas, el presupuesto y el equipo de las fuerzas especiales ugandesas, para equipararlos con las fuerzas aéreas, terrestres y navales ugandesas.

## Comandantes de la unidad
- General de Brigada Félix Busizoori (- 9 de agosto de 2022)
- General de Brigada David Mugisha (9 de agosto de 2022 - presente) [3]

## Escuela de las fuerzas especiales ugandesas
La Escuela de Fuerzas Especiales de Uganda es la academia militar de servicio del comando ugandés de fuerzas especiales, es la responsable del entrenamiento de los soldados y oficiales de las fuerzas especiales ugandesas. La escuela está ubicada en Kaweweta, en el distrito de Nakaseke. 

## Banda de música de las fuerzas especiales ugandesas
La banda de música del comando de las fuerzas especiales ugandesas, es la banda de música militar oficial del comando ugandés de operaciones especiales. El 18 de junio de 2018, comenzó el entrenamiento de más de cuarenta soldados de la banda de música para formar una nueva unidad musical, con esto se pretendía que las tres ramas del servicio fueran autosuficientes en términos de acompañamiento musical, gran parte del entrenamiento fue proporcionado por la banda asociada de la Fuerza Aérea de Uganda, los soldados fueron entrenados en teoría musical, orquestación y audición. El 5 de julio de 2019 se celebró una ceremonia de graduación en honor de la banda en la escuela de formación "Sera Kasenyi", en el distrito de Wakiso. Las felicitaciones fueron expresadas por el representante de la banda, el comandante James Birungyi, y el portavoz adjunto de las fuerzas armadas ugandesas. Esta es una de las pocas bandas de música del Mundo que está adscrita a una unidad de fuerzas especiales.

## Juramento
Los nuevos miembros de las fuerzas especiales ugandesas recitan el siguiente juramento: 

"Soy un soldado de las Fuerzas Especiales de Uganda, dispuesto a hacer todo lo que mi país me exija. Como patriota, siempre defenderé, enseñaré y promoveré métodos de trabajo revolucionarios, independientemente de mi nivel de responsabilidad. Reconozco que la lealtad y el profesionalismo son insustituibles en las fuerzas especiales ugandesas. Me mantendré alerta y fuerte para luchar por la independencia y la democracia de Uganda. Me aseguraré de que todo el equipo a mi cargo se mantenga en buen estado y esté listo para el combate. En combate, nunca me rendiré y me esforzaré para no defraudar a mis camaradas. Resistiré cualquier tendencia que pueda socavar la cohesión de las fuerzas especiales ugandesas. Ruego a Dios Todopoderoso que me dé la fuerza para permanecer leal, obediente, altruista y disciplinado."